# Araçoiaba da Serra

Vị trí của Araçoiaba da Serra trong bản đồ bang São Paulo

Araçoiaba da Serra là một đô thị ở bang São Paulo, Brasil. Araçoiaba da Serra này có dân số (năm 2007) là 24.022 người, diện tích là 255,550 km², mật độ dân số 92,8 người/km². Araçoiaba da Serra nằm ở độ cao 625 m, cách thủ phủ bang São Paulo 123 km. Araçoiaba da Serra nằm ở khu vực khí hậu cận nhiệt đới. Theo điều tra năm 2000, Araçoiaba da Serra có:
- Tổng dân số 19.816 người, trong đó, dân số thành thị: 13.679, nông thôn: 6137 người.
- Nam giới: 9989, nữ giới: 9827 người.
- Mật độ dân số 77,56 người/km².
- Tuổi thọ bình quân: 71,1 năm.
- Tỷ lệ trẻ dưới 1 tuổi tử vong (trên 1 triệu): 16,08
- Tỷ lệ biết đọc biết viết: 92,14% dân số.
- Chỉ số phát triển con người: 0,785
- Tỷ lệ sinh (trẻ/bà mẹ): 2,26

Đô thị này giáp các đô thị: Sorocaba, Salto de Pirapora, Sarapuí, Capela do Alto, Iperó